# Wues
Wues ist ein luxemburgisches Wort für Rasen. Vom Wues leiten sich gemäß Luxemburger Wörterbuch Redewendungen und Flurnamen ab.

## Flurnamen
Die Endung -wues weisen u. a. die Flurnamen Bredewues, Lorenzwues, Schwéngswues und Weierwues auf.
Breedewues ist u. a. der Name einer Strasse und eines Industriegebiets in Senningerberg.
Lorentzwues (auch Lorenzwues, früher Lorentz-Waasen) ist ein Platz  in Diekirch. Auf dem ursprünglichen Anger, wo man im 19. Jahrhundert u. a. in der Sauer gewaschene Textilien trocknete, stand ab 1891 ein Kalkofen und ab 1894 das Vélodrome de la Sûre, die erste Radrennbahn Luxemburgs. Ab 1933 gab es am Lorentzwues das Strandbad Al Schwemm. Am Ufer des Lorentzwues wurde gefischt; es gab dort einen Makrelenclub. Im 21. Jahrhundert bezeichnet Lorentzwues die Grünfläche zwischen der Route nationale 7 und der Sauer, gegenüber dem Kreuzweg der Luxemburger Zwangsrekrutierten. Es gibt eine Haltestelle Lorentzwues, die von öffentlichen Buslinien bedient wird.